# فابیو سراوولو
فابیو سراوولو (انگلیسی: Fabio Ceravolo؛ زادهٔ ۵ مارس ۱۹۸۷) بازیکن فوتبال اهل ایتالیا است.
از باشگاه‌هایی که در آن بازی کرده‌است می‌توان به باشگاه فوتبال رجینا، باشگاه فوتبال پارما، باشگاه فوتبال آتالانتا، باشگاه فوتبال پیزا، و باشگاه فوتبال ترنانا اشاره کرد.
وی همچنین در تیم ملی فوتبال زیر ۲۰ سال ایتالیا بازی کرده‌است.